# Stachylina paludosa
Stachylina paludosa är en svampart som beskrevs av Lichtwardt 1994. Stachylina paludosa ingår i släktet Stachylina,  och familjen Harpellaceae.  Arten har inte påträffats i Sverige. Inga underarter finns listade.